# Clifton Without
Pour les articles homonymes, voir Clifton.
Clifton Without est une paroisse civile du Yorkshire du Nord, en Angleterre. Il s'agit d'une banlieue de la ville d'York, située à quelques kilomètres au nord-ouest du centre-ville, entre les rivières Ouse et Foss. Administrativement, il relève de l'autorité unitaire de la Cité d'York. Au recensement de 2011, il comptait 5 246 habitants.
Jusqu'en 1996, Clifton Without relevait du district du Ryedale.

## Étymologie
Clifton est un nom porté par plusieurs villages anglais qui désigne une ferme ou une localité située près d'une falaise ou d'une berge de rivière. La deuxième partie du nom, Without (« à l'extérieur de »), traduit le fait que la paroisse civile n'inclut pas la partie de Clifton incluse dans les anciennes limites de la ville d'York.